# 克朗奇 (新墨西哥州)
克朗奇（英語：Claunch）是位於美國新墨西哥州索科羅縣的非建制地區。

## 歷史
克朗奇的郵局自1930年營運至今。

## 地理
克朗奇所處的海拔為高於海平面1895米（即6217英呎），而該地所採用的時區為UTC-7，即北美山地时区（MST）。同時該地設有夏令時間，為UTC-7調快一小時，即UTC-6（MDT）。